# 索洛冰原島峰
72°50′S 163°35′E / 72.833°S 163.583°E
索洛冰原島峰是南極洲的冰原島峰，位於維多利亞地的彭內爾海岸，處於因滕申冰原島峰西北面11公里，由新西蘭探險隊命名。